# Різдво в Японії
Різдво в Японії (яп. クリスマス, від англ. Christmas) — недержавне свято в Японії, пов'язане з впливом західної культури, але для більшості японців позбавлене релігійного змісту і відоме як романтичне сімейне свято і день закоханих. Відзначається 25 грудня за григоріанським календарем.

## Етимологія
До 1912 року єдиною японською назвою Різдва було Сейтансай (яп. 聖誕祭, дослівно — «свято святого народження»), потім його змінило слово Курісумасу — адаптована до японської фонетики вимова англійського «Christmas» («Різдво»). Кандзі, якими записувалася стара назва свята, стали читатися по-новому. В даний час для запису слова Курісумасу використовується абетка катакана .

## Історія

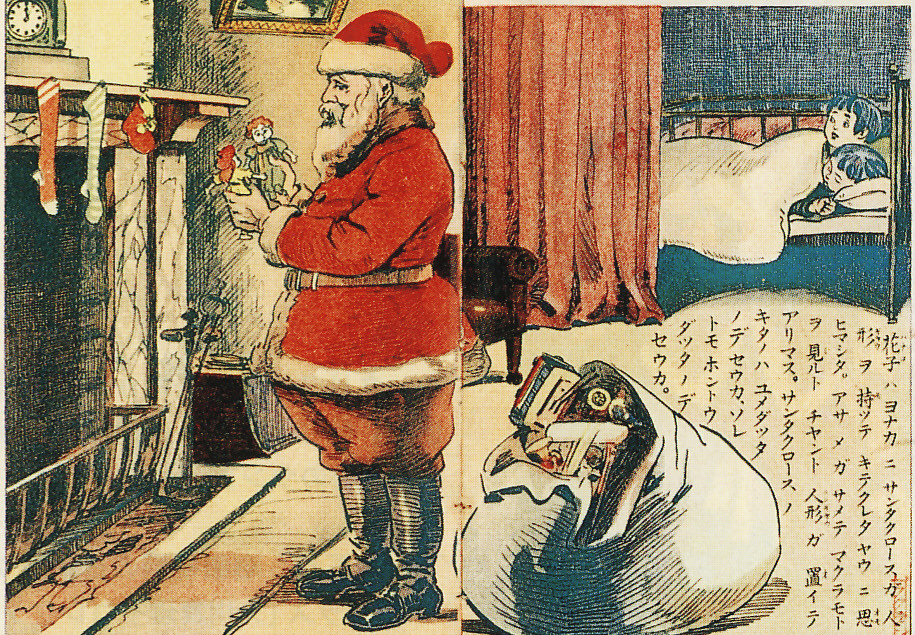
Японська Різдвяна листівка 1914 року.

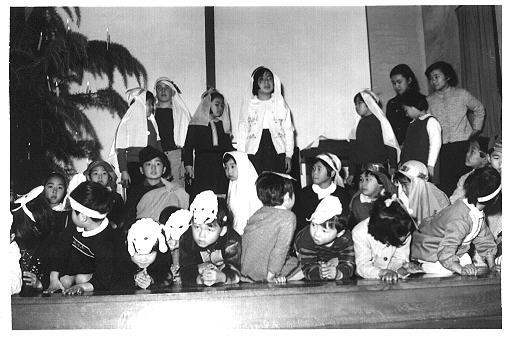
Напередодні Різдва 1967 року в токійській церкві Томідзака з перевдяганням у пастухів — героїв євангельської історії — та в овечок.

Перше зареєстроване публічне різдвяне християнське богослужіння в Японії було проведено в 1552 году португальськими місіонерами-єзуїтами в префектурі Ямагуті. Дехто вважає, що офіційно невраховані урочистості проводилися і до цієї дати, починаючи з 1549 року, коли святий Франциск Ксав'єр висадився на японську землю. Цей історичний факт опинився у центрі уваги 1991 року, коли собор святого Ксав'єра в Ямагуті було знищено пожежею і знову відбудовано до 1998 року, на честь чого на Різдво 1997 року було проведено фестиваль, який відтоді став традиційним. У 1999 році біля річки були посаджені ялинки, як символ батьківщини японського Різдва. З грудня 2009 року місто Ямагуті отримало другу, англійську назву «Christmas City» (Різдвяне містечко).
У 1612 році християнство з політичних причин було заборонено по всій Японії. Утім, невеликий анклав « Какуре Кирисітан» («таємні християни»), продовжував здійснювати підпільні різдвяні богослужіння протягом наступних 250 років, допоки християнство не було знову легалізоване. На нідерландців гоніння не поширювалися, і вони у своєму колі святкували Різдво у місцях свого компактного проживання: у районі Уракамі на півночі Нагасакі, і на невеликому острові Дедзіма, де місцеві жителі охрестили його «голландським Новим роком» .
У 1854 році кордони Японії відкрилися для іноземців, і, під впливом США, свято Різдва почало проводитися відкрито. 1860 року різдвяний вечір провели у резиденції прусського посла, а 1873 року було знято заборону на свободу сповідання християнства японцями. Наприкінці XIX століття універмаг Марудзен запровадив нову послугу — розпродаж різдвяних подарунків та ялинкових прикрас для туристів та іноземних службовців, але серед самих японців ці розпродажі також завоювали популярність. З'явилася традиція випікання тортів та виготовлення штучних ялинок. На початку 1920-х років у парках Токіо та в готелі «Тейкоку» на 25 грудня стали влаштовуватися масові вечірки .
Після короткочасної заборони святкування Різдва під страхом в'язниці в 1930—1940-х роках мілітаристським урядом Японії, пізніше в 1950—1960-х роках традиція відзначати Різдво знову завойовує популярність завдяки зростаючій економіці країни та впливу американського телебачення. В 1970-х роках Різдво стає загальнопоширеною сімейною урочистістю з романтичним ухилом .

## Сучасні традиції святкування

### Світські
Для дітей різдвяна тематика пов'язана з інтересом до зображень історії немовляти Ісуса; для молоді — це свято закоханих, день побачень, які модно проводити за романтичною вечерею в готелі, а для старшого покоління та літніх пар Різдво — день вираження вдячності один одному через обмін подарунками, або під час пишної вечірки у дорогому ресторані з концертною сценою, де виступають відомі артисти .
Оскільки день народження колишнього імператора Акіхіто, який був національним святом, відбувався напередодні святвечора (23 грудня), то деякі компанії закривалися напередодні і відновлювали свою роботу лише після 3 січня, тому для їхніх працівників Різдво — вихідний день, а для інших — робочі будні. До цього часу (за підсумками року) багато хто отримує великі премії, розмір яких досягає декількох місячних зарплат, і не скупиться на покупки . Тому до Різдва в Японії присвячена жвава торгівля подарунками та кондитерськими виробами.
Традиційний японський різдвяний торт — це білий бісквіт, покритий кремом і прикрашений полуницею. Як правило, різдвяний торт купується главою сім'ї увечері 25 грудня по дорозі з роботи додому або, у разі його відрядження, дружиною. У магазинах цього дня торгують зі знижкою, оскільки якщо торти не будуть продані до 26 грудня, то на них зовсім пропаде попит. У зв'язку з цим вираз «різдвяний торт» в Японії вживається стосовно дівчат на виданні, тому що після 25 років вийти заміж японці стає досить проблематичним.
У 1970-х роках успішна рекламна кампанія американської мережі ресторанів KFC зробила застілля з вживанням курячих страв національним різдвяним звичаєм. Ці ресторани стають настільки популярними протягом передноворічного сезону, що місця в них бронюються за кілька місяців вперед .
Ще одним звичаєм, що прийшов із США, є подарунки дітям від Санта-Клауса (яп. サンタクロース, санта куро:су) 산타클로스 санта куро: су), перевдяганням у якого часто підробляють іноземці, що проживають в Японії, з країн Заходу . «Санта-Куросу» у японців асоціюється з легендарним ченцем Хотеєм, одним із семи богів щастя, який також носив із собою мішок із подарунками. Тому Різдво часом вважається днем народження саме цього персонажа .

### Релігійні
Християни-японці (близько 1,4 млн), більшість з яких становлять католики, у різдвяні свята мають звичай зробити максимум можливих добрих справ, це — допомога нужденним і безпритульним, відвідування лікарень та одиноких, пожертвування на благодійність .
Японські парафії православного сповідання, незважаючи на те, що дотримуються юліанського календаря, за яким Різдво Рождество (яп. 降誕祭, Ко:тансай) припадає на 7 січня, за рішенням керівництва Японської православної церкви, відзначають Різдво разом з рештою країни — 25 грудня. На святкову службу прийнято приходити в національному одязі (кімоно), ця традиція зберігається з того часу, коли святий Миколай Японський ніс місіонерське служіння і одяг західного крою ще не був поширений серед простого люду. Після основного храмового богослужіння священики обходять будинки членів Церкви для здійснення «славлення», обряду, який не зберігся .
|                                |                                |                                                          |                                |
| Нічні вогні в Роппонги Хірудзу | Японець у костюмі Санта-Клауса | Проспект із різдвяних ялин у токійському районі Кунітаті | Магазин, прикрашений до Різдва |

## Прикраси
Різдвяними вогнями, гірляндами та дзвіночками муніципалітети заздалегідь прикрашають міста, населенням убрані різдвяні ялинки ставляться у житлові приміщення, а власниками фірм — у торгові центри. З міркувань економії лісу справжні ялинки не застосовуються, замінюючись штучними деревами всіляких забарвлень (крім звичайного зеленого — білий, червоний, блакитний) .
Іншими атрибутами свята, у зв'язку з його романтичною атрибутикою, є різноманітні зображення сердець і фігурки купідонів та янголят . Для створення зимової атмосфери, у разі відсутності справжнього снігу його замінник може продаватися в магазинах.

## Прикмети та повір'я
Щасливою ознакою вважається знайомство з майбутнім чоловіком або дружиною саме напередодні Різдва .